# ДПКр2
ДПКр2 (Дизель-Поезд Крюковский, 2-й тип) — дизель-поезд с гидравлической передачей, созданный ПАО «Крюковский вагоностроительный завод» (КВСЗ). Единственный трёхвагонный состав построен в 2014 году и по состоянию на 2024 год эксплуатируется в качестве регионального экспресса по маршрутам Львовской железной дороги.

## История

### Создание и выпуск
В 2012 году КВСЗ по собственной инициативе и на собственные средства начал проектирование нового семейства пригородных, региональных и межрегиональных моторвагонных поездов нового поколения, включающего дизель-поезда, электропоезда различных систем тока, включая двухсистемные, и дизель-электропоезда, имеющие кузова схожей конструкции. В качестве первоначального стал проектироваться один из самых сложных вариантов: трёхвагонный дизель-поезд. Потребность в проектировании новых поездов была обусловлена необходимостью замены морально и физически изношенного подвижного состава ПАО «Укрзализныця» (УЗ) поездами нового поколения, обеспечивающими улучшение комфорта для пассажиров.
При создании поезда, получившего обозначение ДПКр2, были учтены нормативные технические требования к моторвагонному подвижному составу, действующие на Украине. Проектом нового дизель-поезда также заинтересовались Казахстанские железные дороги, поэтому с учётом их пожеланий поезд был выполнен с возможностью эксплуатации в регионах со сложными климатическими условиями и сильным перепадом температур. Летом 2014 года был собран опытный поезд ДПКр2-001, получившей наименование «Обрий» (укр. «Обрій»). Локализация деталей при его сборке составила 70 %, остальные 30 % выпускаются иностранными производителями; например, силовые установки и пневмотормоза выпускаются компанией Mercedes.

### Испытания и эксплуатация
С завода поезд был отправлен на презентацию в Киеве, затем в период с августа по сентябрь проходил приёмно-наладочные испытания на территории Приднепровской, а затем Львовской железных дорог. Поскольку его планировалось закупить для Львовской железной дороги, то завершающий этап испытаний проходил именно в этом регионе, в том числе в горной местности. Поезд преодолевал подъёмы и спуски, виадуки и мосты, проходил тоннели и перевалы. Моделировались сложные ситуации в режиме полной нагрузки. За время испытаний поезд прошёл девять с половиной тысяч километров, и по окончании испытаний поезд был оценен положительно, после чего возвращён на завод.
Осенью 2015 года дизель-поезд ДПКр2-001 начал регулярно эксплуатироваться с пассажирами на Львовской железной дороге. Несмотря на то, что по количеству и жёсткости мест поезд был изготовлен в исполнении для пригородных перевозок, его было решено использовать в качестве регионального экспресса по маршруту Львов — Черновцы. 26 сентября 2015 поезд был отправлен с завода в депо Тернополь, в которое прибыл на следующий день, а 28 сентября утром прибыл во Львов для прохождения предэксплуатационной обкатки на данном маршруте. Обкаточная поездка, в которой участвовали представители Львовской железной дороги и Крюковского завода, прошла успешно, 3 октября поезд был представлен общественности и совершил демонстрационный рейс. В последние дни работала комиссия Львовской дороги, которая занималась приёмкой поезда в эксплуатацию.
В свой первый коммерческий рейс по маршруту Львов — Черновцы поезд отправился из Львова 5 октября 2015 года. Поезд работает на маршруте № 701/702 сообщением Львов — Черновцы — Львов под названием «Региональный экспресс», преодолевая расстояние в 267 километров за 3 часа 30 минут. Промежуточные остановки по маршруту: Ходоров, Ивано-Франковск и Коломыя.
Помимо вышеупомянутых маршрутов поезд использовался и на других линиях Львовской железной дороги, в том числе межрегиональных, например, Львов — Ивано-Франковск, Львов — Ковель, Львов — Трускавец, Ковель — Черновцы.
По данным Львовской железной дороги, с начала курсирования заполненность мест в дизель-поезде в будние дни составляет 75-80 %, а в выходные — 98-100 %. Во время первых рейсов поезд также сопровождали специалисты КВСЗ для обеспечения безотказной эксплуатации состава и помощи поездной бригаде. Несмотря на общие положительные результаты эксплуатации, за время работы дизель-поезда железнодорожниками был выявлен ряд технических проблем и появились претензии к качеству и надёжности некоторого оборудования, в том числе дизельного двигателя, систем электроники и автотормозного оборудования. От пассажиров были отмечены жалобы на неудобные места для сидения и маленькое расстояние между рядами кресел.

### Перспективы
В 2014 году Крюковским заводом планировался серийный выпуск 20 поездов ДПКр2 для эксплуатации на железных дорогах Украины и Казахстана. Однако по состоянию на 2017 год серийное производство так и не было организовано.
Весной 2017 года УЗ был объявлен конкурс на поставку шести трёхвагонных дизель-поездов регионального сообщения, в котором приняли участие КВСЗ с поездами ДПКр2, польская компания Pesa с поездами 730M и Харьковский вагоностроительный завод (ХВСЗ). Однако представители УЗ склоняются к выбору польских поездов по причине того, что в нём силовые установки расположены только в головных вагонах, что снижает расходы в эксплуатации, в то время как в ДПКр2 двигатели менее мощные и имеются во всех вагонах.
В августе 2017 года УЗ отменила торги на закупку этих поездов, отклонив все поданные заявки; заявленная причина: несоответствие тендерной документации. Она же перед этим заявила, что тендер по закупке блокировался компаниями, которые не являются производителями продукции железнодорожного назначения.
Однако в конце того же года УЗ объявила повторный тендер на закупку таких же поездов на ту же сумму. Заявки от участников должны быть приняты до 18 декабря, а аукцион был назначен на январь. В связи с этим перспектива дальнейшего производства ДПКр2 на 2017 год остаётся недостаточно ясной.

## Общие сведения
Дизель-поезд предназначен для перевозки пассажиров в пригородном и межрегиональном сообщении на участках железных дорог колеи 1520 мм без электрификации, оборудованных как высокими, так и низкими платформами. Эксплуатация поезда может осуществляться при температурах от −50 до +50 градусов. При необходимости на базе дизель-поезда может с минимальными изменениями быть выпущен электропоезд. Эксплуатационная скорость поезда составляет 140 км/ч, конструкционная — 154 км/ч.

### Составность
Дизель поезд ДПКр2 формируется из двух головных моторных и от 0 до 3 промежуточных моторных вагонов по схеме Мг+0..3xМп+Мг. Все вагоны дизель-поезда приводные.
Основная составность дизель-поезда ДПКр2 три вагона (2 головных и 1 промежуточный), по ней был сформирован поезд 001. Вагон 02 в составе поезда повёрнут также, как и вагон 01 моторной тележкой в сторону вагона 03.

### Нумерация и маркировка
Поезда серии ДПКр2 получают номера трёхзначного написания, начиная с 001. Номер состава в целом наносится на лобовой части головных вагонов над автосцепкой, причём цифра в обозначении серии записывается через дефис, то есть ДПКр-2-001.
Вагоны в составе поезда получают дополнительные номера двухзначного написания, которые вместе с номером поезда образуют пятизначный номер вагона в серии, записываемый на боковых стенках вагона под окнами между крайним и средним тамбуром со стороны безмоторной тележки (у головных вагонов эта сторона совпадает со стороной кабины), со стороны моторной тележки на боковой стенке вагона симметрично маркировке имеется электронное маршрутное табло. Головные вагоны в составе поезда ДПКр2-001 получили нечётные номера 01 и 03, промежуточные — чётный 02. Предположительно КВСЗ применил ту же систему, что применялась на советских дизель-поездах серии ДР1, в которой головные вагоны получают нечётные номера, а промежуточные — чётные (независимо от наличия двигателя). В таком случае в составах из 4 и 5 вагонов должны получить номера 04 и 06 соответственно. Номера записываются под окнами посередине вагона в формате ДПКр-2-XXX YY, где XXX — номер поезда, а YY — номер вагона в составе поезда. Например, у поезда ДПКр2-001 головные вагоны имеют маркировку ДПКр-2-001 01 и ДПКр-2-001 03, а промежуточный — ДПКр-2-001 02.

### Технические характеристики
Основные технические характеристики поезда ДПКр2:
| Параметр                                   | Состав (3 вагона)                     | Вагон                                 | Вагон                                 | Вагон                                 |
| Параметр                                   | Состав (3 вагона)                     | 01 (Мг)                               | 02 (Мп)                               | 03 (Мг)                               |
| ------------------------------------------ | ------------------------------------- | ------------------------------------- | ------------------------------------- | ------------------------------------- |
| Осевая формула                             | 3×(20—2)                              | 2—20                                  | 2—20                                  | 20—2                                  |
| Количество дверей                          | 2×7 2×3 2-створчатых 2×4 1-створчатых | 2×2 2×1 2-створчатых 2×1 1-створчатых | 2×3 2×1 2-створчатых 2×2 1-створчатых | 2×2 2×1 2-створчатых 2×1 1-створчатых |
| Размеры                                    |                                       |                                       |                                       |                                       |
| Длина по осям автосцепок, мм               | 73 560                                | 24 483                                | 24 596                                | 24 483                                |
| Ширина, мм                                 | 3500                                  | 3500                                  | 3500                                  | 3500                                  |
| Высота, мм                                 | 4352                                  | 4352                                  | 4352                                  | 4352                                  |
| База вагона, мм                            | ——                                    | 17 000                                | 17 000                                | 17 000                                |
| Диаметр новых колёс, мм                    | 957                                   | 957                                   | 957                                   | 957                                   |
| Ширина колеи, мм                           | 1520                                  | 1520                                  | 1520                                  | 1520                                  |
| Массо-весовые характеристики               |                                       |                                       |                                       |                                       |
| Масса тары, т                              | 188,9                                 | 63,3                                  | 61,2                                  | 64,4                                  |
| Максимальная нагрузка от оси на рельсы, тс | 20                                    | 20                                    | 20                                    | 20                                    |
| Запас топлива, л                           | 3 × 1300                              | 1300                                  | 1300                                  | 1300                                  |
| Пассажировместимость                       |                                       |                                       |                                       |                                       |
| Общая вместимость, чел.                    | 637                                   | ?                                     | ?                                     | ?                                     |
| Число сидячих мест                         | 289                                   | 82 (в том числе 6 откидных)           | 116                                   | 91                                    |
| Тяговые характеристики                     |                                       |                                       |                                       |                                       |
| Мощность дизеля, кВт                       | 3 × 390                               | 390                                   | 390                                   | 390                                   |
| Ускорение при трогании с места, м/с²       | 0,4                                   | 0,4                                   | 0,4                                   | 0,4                                   |
| Конструкционная скорость, км/ч             | 154                                   | 154                                   | 154                                   | 154                                   |
| Запас хода без дозаправки, км              | 1000                                  | 1000                                  | 1000                                  | 1000                                  |

## Конструкция

### Механическая часть

#### Кузов
Кузова поезда изготовлены из нержавеющей стали. В составе дизель-поезда имеется два головных вагона с кабинами управления и аппаратными отсеками. Носовая часть головных вагонов имеет обтекаемую форму для снижения сопротивления воздуха и оборудована системой поглощения удара для защиты машинистов, пассажиров и самого поезда на случай столкновения с препятствием. В случае лобового столкновения краш-система принимает на себя основную силу удара, что снижает степень деформации вагонов и не даёт им налезать друг на друга. Со стороны носовой части головные вагоны оснащаются стандартными автосцепками СА-3. Между вагонами установлены беззазорные сцепные устройства, межвагонные переходы герметичные и выполнены по типу гармошки.
Двери для входа и выхода пассажиров имеют прислонно-сдвижные створки, по высоте рассчитанные на высокие платформы. В середине вагонов двери двустворчатые, а по краям одностворчатые. Для возможности выхода на низкие платформы под дверями находятся выдвижные ступеньки, которые при необходимости автоматически выдвигаются из-под кузова при открытии дверей и задвигаются после закрытия. Двери также оснащены кнопками открытия снаружи и изнутри для их открытия пассажирами в режиме готовности посадки. У головных вагонов для обеспечения посадки инвалидов в колясках или пассажиров с большим грузом при входе и выходе около дверей имеется выдвижная рампа, способная опускаться на уровень низких платформ.

#### Тележки
Каждый вагон опирается на две двухосные тележки с пневморессорами производства ПАО «КВСЗ», одна из которых приводная (модель 68-7085), а другая неприводная (модель 68-7090). Приводные и неприводные тележки имеют схожую конструкцию и отличаются наличием на приводных тележках осевых редукторов и других элементов тягового привода.
В первой буксовой ступени рама тележки опирается на буксы через цилиндрические пружины, во второй кузовной ступени — через пневморессоры с центральным подвешиванием, которые по сравнению с пружинными рессорами более эффективно смягчают вибрации при движении. Для смягчения вибраций помимо пневморессор применены вертикальные и горизонтальные гидравлические гасители колебаний и торсионный стабилизатор. Колёсные пары тележек оборудованы дисковыми тормозами.
Тележки оборудованы электронной системой датчиков, включающей в себя датчики противоюзного устройства, контроля нагрева буксовых узлов и датчики скорости системы КЛУБ-У. Для более эффективного сцепления поезда с рельсами на тележках установлена система подачи песка в зону контакта колеса с рельсом.
Приводная тележка имеет следующие параметры:
- Длина — 4300 мм;
- Ширина — 3010 мм;
- Высота — 1050 мм;
- Колёсная база — 2560 мм;
- Ширина колеи — 1520 мм;
- Диаметр новых колёс — 950 мм;
- Масса — 9000 кг;
- Максимальная статическая нагрузка от оси на рельc — 196,0 кн (20,0 тс);
- Показатель плавности хода — не более 2,8;
- Конструкционная скорость — 140 км/ч.

### Силовая часть
Каждый вагон дизель-поезда оборудован силовым блоком, расположенным в подвагонном пространстве. Каждый дизельный двигатель мощностью 390 кВт приводит гидравлическую передачу гидродинамического типа, осуществляющую привод колёсных пар, а также электрический генератор собственных нужд трёхфазного переменного тока напряжением 380 В и мощностью 70 кВА, служащий для питания всего оборудования вагона.
Каждый вагон оснащён баками объёмом на 1300 литров для дизельного топлива. Этого количества топлива хватает на 900—1000 километров пути без дозаправки в зависимости от того, при каких условиях эксплуатируется поезд.

### Интерьер
Пассажирский салон имеет блоки кресел, которые размещены по схеме 3х3, тамбурные зоны. В одном из головных вагонов есть места для размещения инвалидов в инвалидных колясках и металлическая площадка-подъёмник для инвалидов. Дизель-поезд оборудован климатической системой, вакуумными туалетами закрытого типа, видеонаблюдением, автоматической диагностикой работы всех систем, в том числе автоматического контроля нагрева букс. Во время поездки пассажиры всех вагонов через электронное табло могут получать информацию о скорости движения, дате, температуре воздуха, времени пребывания в дороге.

Поезд ДПКр2-001 имеет компоновку сидений для пригородного исполнения. Один из его головных вагонов оборудован широким туалетом для пассажиров-инвалидов и имеет 76 стандартных и дополнительно 6 откидных сидений, головной вагон без туалета для инвалидов — 91 место, промежуточный вагон — 116 мест. Общее количество мест для сидения в трёхвагонном поезде — 283 обычных и 6 откидных, максимальная вместимость поезда с учётом мест для стояния — 637 человек.
- Центральный проход между сиденьями
- Межвагонный переход
- Информационное табло

### Комментарии
1. ↑  В настоящее время АО «Укрзализныця».